# 許攸
許 攸（きょ ゆう、? - 建安9年（204年））は、中国後漢時代末期の参謀、政治家。字は子遠。荊州南陽郡（現在の河南省南陽市）の人。

## 正史の事跡

### 初期の事跡
『三国志』魏書袁紹伝注に引く『英雄記』によれば、弱年の頃は袁紹や張邈と「奔走の友（心を許しあい危難に駆けつける仲間）」の交わりを結んだという。霊帝の時代、冀州の王芬と手を組み霊帝を廃して、合肥侯を帝に擁立しようと画策したが、失敗したため逃亡し、袁紹配下となった。建安4年（199年）頃には、田豊・荀諶と並び称されるほどの袁紹陣営の参謀となっている。
しかし、上記のように朝廷に対して造反を画策したこと、性格的に金銭への強欲な癖があったことなどから、進言が、袁紹に容れられることはほとんどなかったと言われている。建安5年（200年）、官渡の戦いのとき、袁紹に曹操側の本拠許都と兵站路を襲撃し、曹操軍の死命を制する戦略を進言したが、受け入れられなかった。また、ほぼ時を同じくして、許攸の家族が法を犯したとして審配に逮捕されてしまった。
曹操軍の荀彧は「許攸は貪欲で身持ちが修まらない」、「審配と逢紀は、許攸の家族の犯罪を見過ごせない」と指摘していたが、まさにその通りの事態となった。

### 曹操への寝返りと最期
上記のことなどもあり、ついに袁紹を見限り曹操に寝返った。『三国志』魏書武帝紀には、許攸の強い物欲を袁紹が満足させることが出来なかったので、許攸は袁紹を裏切ったとある。そして、曹操に対して淳于瓊が守る袁紹軍の兵糧基地烏巣の守備が手薄なことを教えて、奇襲をかけるように進言した。これが成功して烏巣は陥落し、楽進が淳于瓊を斬った（『三国志』魏書楽進伝）。なお、『三国志』魏書武帝紀注に引く「曹瞞伝」によると、鼻を削がれ捕えられながらも潔さを保つ淳于瓊を、曹操は性格を惜しんで処刑することを躊躇した。しかし許攸が「鏡を見れば我々を恨みますぞ」と進言したため、曹操は淳于瓊を処刑したとされる。ただし、「曹瞞伝」は史料としての信憑性に難があることを考慮する必要がある。
烏巣攻撃により、曹操軍の勝利は決定的となった。しかし許攸はその功績に驕り、また旧知（少年期の親友であったという）であったことから曹操に馴れなれしい態度を取った。しかも、自分が曹操に味方しなければ冀州攻略はできなかったといつも自慢したため、曹操は内心その態度を嫌悪した。建安9年（204年）、曹操は鄴を攻め落とし審配を斬った。許攸は鄴の東門を通った時、またしても「この男（曹操）はわしを手に入れられなかったら、この門を出入りできなかっただろう」と左右の者に自慢した。この発言を曹操に密告され、ついに処刑されてしまった。

### 人物像
上記の荀彧の評価に加え、袁術にも「貪婪淫蕩にして不純の人物」と侮蔑されている。ただ、平原郡の名士陶丘洪は、袁術の言う許攸の欠点を認めつつも「危難に立ち向かい、泥を被ることを厭わなかった人物」と、評価・弁護している。

## 物語中の許攸
小説『三国志演義』でも史実通り曹操に寝返っており、主に「曹瞞伝」を題材にその過程が描かれている。
死因については、曹操が史実と異なり許攸の自慢を笑って聞き流しているものの、代わりに腹を立てた許褚に殺害されている。つまり、曹操にとって許攸は最早、官渡の勝利のためだけに利用した用無しの存在であり、部将たちもその意図を知った上で、口うるさいだけの許攸を殺害したのだということになっている。
NHKでテレビ放送された『人形劇 三国志』では史実よりも長生きし、曹操に寝返った後はその側近となり、他の幕僚よりも存在感の大きい役柄となっている。徐庶が母親の敵を討とうと曹操を暗殺しようとした時はこれを返り討ちにする。また、赤壁の戦いでは徐庶の代役となって、龐統の連環の計を見破り、龐統の助言を用いて赤壁の敗戦から難を逃れる。